# Местные выборы в Беларуси (2003)
Выборы в местные Советы депутатов Республики Беларусь 24 созыва 2003 года прошли 2 марта.

## Общая информация
Выборы в местные Советы депутатов Республики Беларусь двадцать четвёртого созыва прошли 2 марта 2003 года по мажоритарной избирательной системе. Официальная явка избирателей составила 73,4 процента. Было избрано 23469 депутатов всех уровней.

## Результаты
| Партия                                                       | Кол-во избранных депутатов |
| ------------------------------------------------------------ | -------------------------- |
| Либерально-демократическая партия                            | 5                          |
| Объединённая гражданская партия                              | 8                          |
| Партия БНФ                                                   | 8                          |
| Коммунистическая партия Беларуси                             | 107                        |
| Белорусская партия левых «Справедливый мир»                  | 78                         |
| Белорусская социал-демократическая партия (Грамада)          | 0                          |
| Республиканская партия труда и справедливости                | 0                          |
| Белорусская патриотическая партия                            | 3                          |
| Белорусская партия «Зелёные»                                 | 0                          |
| Консервативно-Христианская Партия — БНФ                      | 0                          |
| Партия «Белорусская социал-демократическая Грамада»          | 0                          |
| Социал-демократическая партия Народного Согласия             | 0                          |
| Республиканская партия                                       | 0                          |
| Белорусская аграрная партия                                  | 39                         |
| Белорусская социально-спортивная партия                      | 1                          |
| Партия свободы и прогресса                                   | 0                          |
| Партия Белорусская Христианская Демократия                   | 0                          |
| Белорусская партия трудящихся                                | 1                          |
| Белорусская социал-демократическая партия (Народная Грамада) | 6                          |